# Plaza de Ruperto Chapí
La plaza de Ruperto Chapí es una céntrica plaza de la ciudad de Alicante (España).
Es una plaza ajardinada que se encuentra a lo largo de la fachada lateral del Teatro Principal de Alicante. Está dedicada al compositor nacido en Villena Ruperto Chapí, con un monumento tallado en piedra caliza en 1930 por el escultor Vicente Bañuls.